# Allium longipapillatum
Allium longipapillatum — вид рослин з родини амарилісових (Amaryllidaceae); ендемік Ірану.

## Опис
Цибулина яйцювата, завдовжки ≈ 10–12 мм і діаметром 8 мм; оболонки темно-червонувато-коричневі. Бічні цибулин 3–5, чорнувато-бурі. Стеблина гнучка, субциліндрична, гладка, завдовжки 20–30 см, 3–4 мм у діаметрі, сиво-зелена та при основі темно-червонувато-коричнева. Листків 2–3, обшивають нижню десяту частину стеблини, пластини вузько ланцетні, 8–16(20) см завдовжки, 3–4(5) мм завширшки, від яскраво до сиво-зелених. Суцвіття голівчасте, діаметром  ≈ 2 см, з 15–30 квітками. Квітки чашоподібні, завдовжки 3–4 мм і шириною 2.5–3.5 мм. Листочки оцвітини ланцетні, жовтувато-рожеві, з темнішими серединними жилками, внутрішні шириною 1.2–1.5 мм, зовнішні трохи ширші.
Період цвітіння: мабуть, з кінця травня до червня.

## Поширення
Ендемік Ірану. Відомий лише з гірського хребта Загрос у провінціях Лурестан і Бахтиарі. У Бахтиарі зростає на сухому скелястому вапняковому схилі.